# Cambon

Cambon este o comună în departamentul Tarn din sudul Franței. În 2009 avea o populație de 1.897 de locuitori.

## Evoluția populației
| An        | 1975 | 1982 | 1990  | 1999  | 2006  | 2009  |
| --------- | ---- | ---- | ----- | ----- | ----- | ----- |
| Populație | 530  | 818  | 1.183 | 1.383 | 1.734 | 1.897 |